# Jervvasstind
Jervvasstind, Gjertvasstind i Østre Styggedalstind – szczyt w Górach Skandynawskich. Leży w Norwegii, w regionie Oppland. Należy do pasma Jotunheimen. Jest to dziewiąty co do wysokości szczyt Norwegii.